# Francisco Espíldora Muñoz
Francisco Espíldora Muñoz (nascut el 22 d'octubre de 1948) és un exfutbolista espanyol. Va competir en el torneig masculí dels Jocs Olímpics d'estiu de 1968.

## Clubs
| Club                | Any       |
| ------------------- | --------- |
| Reial Madrid CF     | 1969-1970 |
| Vila-real CF        | 1971      |
| Racing de Santander | 1971-1975 |
| Cadis CF            | 1975-1976 |